# قطعنامه ۳۵۲ شورای امنیت
قطعنامه ۳۵۲ شورای امنیت سازمان ملل متحد که در تاریخ ۲۱ ژوئن ۱۹۷۴ تصویب شد، سندی بین‌المللی دربارهٔ عضویت گرانادا است. این قطعنامه طی نشست ۱٬۷۷۸ام با ۱۵ موافق، ۰ مخالف و ۰ ممتنع تصویب شد.